# Alfred Woltmann
Alfred Woltmann, född 18 maj 1841 i Charlottenburg, död 6 februari 1880 i Menton, var en tysk konsthistoriker. Han var sonson till Karl Ludwig von Woltmann. 
Woltmann studerade i Berlin och München, blev 1867 privatdocent vid Berlins universitet, 1868 ordinarie professor i konsthistoria vid Polytechnikum i Karlsruhe, 1874 vid Karlsuniversitetet i Prag och 1878 i Strassburg. 
Woltmanns främsta arbeten är Hans Holbein der jüngere (1865), Holbein und seine Zeit (1866–68; andra upplagan 1874–76), Baugeschichte Berlin's bis auf die Gegenwart (1872), Geschichte der deutschen Kunst im Elsass (1876), Aus vier Jahrhunderten niederländisch-deutscher Kunstgeschichte (1878). Han förberedde det stora verket Geschichte der Malerei i samarbete med Karl Woermann, som fortsatte och avslutade det.